# Marvin Weinberger
Marvin Weinberger (* 4. April 1989) ist ein ehemaliger österreichischer Fußballspieler auf der Position eines Stürmers.

## Karriere

### Jugend
Weinberger begann seine aktive Karriere als Fußballspieler im September 1995 in seinem Heimatort Laßnitzhöhe im Nachwuchsbereich der dortigen Sportunion. Bei der Fußballsektion der Sportunion durchlief er mehrere Jugendspielklassen, bis er im Jahre 2002 beschloss in die Jugendabteilung des Traditionsklubs SK Sturm Graz zu wechseln. Bei den Grazern besuchte er die Akademie und kam meist in den jeweiligen, den Altersklassen entsprechenden, Jugendligen zum Einsatz, wobei er seine letzten Jugendeinsätze im Jahre 2007 für die U-19-Mannschaft des SK Sturm absolvierte.

### Vereinskarriere
Sein Debüt für die Amateure des SK Sturm gab er bereits im Jahre 2006, als er in der ersten Runde der Saison 2006/07 beim 0:1-Auswärtssieg über den USV Allerheiligen in der 65. Spielminute für Diego Rottensteiner eingewechselt wurde. Während dieser Saison kam er zu weiteren zehn Einsätzen, wovon er aber nur in zwei Partien die volle Spieldauer auf dem Platz stand. Sein erstes und einziges Tor in dieser Spielzeit erzielte er dabei am 14. April 2007, kurz nach seinem 18. Geburtstag, beim 4:1-Auswärtssieg über den FCK-Welzenegg, der Amateurmannschaft des FC Kärnten.
In der Saison 2007/08 schaffte er es nicht richtig in die Stammformation der Sturm-Amateure, so wurde er bei 27 absolvierten Meisterschaftsspielen in 19 Partien entweder ein- oder ausgewechselt. Von der dritten bis zur 29. Runde kam er in jedem der Ligaspiele zum Einsatz und erzielte dabei fünf Tore. Zu beachten war in dieser Saison seine Fairness, denn bei all den absolvierten Spielen bekam er nur ein einziges Mal die Gelbe Karte und musste ein weiteres Mal mit Gelb-Rot vom Platz.
Die Saison 2008/09 verlief annähernd so, wie die vorhergegangene Spielzeit. Insgesamt spielte er in abermals 27 Meisterschaftspartien und erzielte dabei, wie auch schon im Vorjahr, fünf Tore. Auch in dieser Saison wurde er oft wegen konditioneller Probleme, aber auch aus taktischen Gründen entweder ein- beziehungsweise ausgewechselt. Von den 27 Matches spielte er nur ganze sechs durch.
Nach einem mehr oder weniger gut gelungenen Saisonstart 2009/10 kam Weinberger bis dato  zu 13 Einsätzen für die Amateure des Grazer Traditionsvereines und erzielte dabei acht Treffer. Bei den Ligamatches in dieser Saison kam er bereits zu immer längen Einsätzen und war so bei den meisten absolvierten Partien die gesamte Spieldauer am Rasen. Ein weiter großer persönlicher Erfolg war ein Hattrick, den er am 22. September 2009, beim 6:0-Sieg über den FC St. Veit erzielte. Weiters spielte er die gesamte Spieldauer beim 3:1-Erfolg über den Bundesligisten Kapfenberger SV in der ersten Runde des ÖFB-Cups 2009/10 durch, musste aber in der zweiten Runde gegen die SV Ried mit 1:2 ausscheiden. Jedoch gelang ihm der einzige reguläre Treffer (Wurzinger erzielte ein Eigentor) für die Sturm Amateure in diesem Spiel.
Bei den Profis des SK Sturm Graz kam er zum ersten Mal in der letzten Qualifikationsrunde zur UEFA Europa League 2009/10 zum Einsatz, als er beim 1:1-Heimremis der Grazer am 20. August 2009 in der 88. Spielminute für Daniel Beichler eingewechselt wurde.
Nur drei Tage später gab Weinberger sein Bundesligadebüt, als er bei der 0:1-Heimniederlage gegen den FK Austria Wien in der 86. Minute für Ferdinand Feldhofer ins Spiel kam; weiters kam er zu zwei Einsätzen in der Europa League.
Am 1. Dezember 2009 unterschrieb Marvin Weinberger einen Jungprofivertrag bei Sturm Graz bis 2012. Rund eineinhalb Monate später zeigte der junge Stürmer von seinen Qualitäten, als er beim 4:0-Sieg in einem Testspiel gegen FC Gratkorn bei allen vier Treffern beteiligt war und dabei die letzten drei Treffer selbst erzielte und das erste Tor für seinen Teamkollegen Christian Klem vorbereitete.
In seinem siebenten Spiel als Fußballprofi erzielte Weinberger sein erstes Meisterschaftstor. Am 12. Februar 2011 erhöhte er in der 59. Spielminute im steirischen Derby gegen die Kapfenberger SV zum 2:0 für den SK Sturm Graz. Nach einem weiteren Tor und insgesamt sechs Einsätzen wurde Weinberger mit Sturm Graz österreichischer Fußballmeister 2010/11. Im Sommer 2012 wechselte er zum Bundesligaabsteiger Kapfenberger SV. 

## Erfolge
mit dem SK Sturm Graz
- Österreichischer Pokalsieger: 2010
- Österreichischer Meister: 2010/11